# PlayStation Classic
Die PlayStation Classic ist eine im Dezember 2018 erschienene stationäre Retro-Spielkonsole von Sony Interactive Entertainment. Die Spielekonsole ist eine mittels aktueller Technik emulierte und wesentlich kompaktere Neuauflage der PlayStation von 1994. Die PlayStation Classic ist die achte Spielkonsole der PlayStation-Marke.

## Lieferumfang
Im Paket der PlayStation Classic befinden sich neben der Konsole selbst folgende Komponenten:
- zwei PlayStation-Classic-Controller
- ein HDMI-Kabel
- ein USB-Kabel zur Stromversorgung

Ein Steckdosenadapter für das USB-Kabel ist nicht enthalten. Dazu sind auf der Konsole 20 ausgewählte Spiele der PlayStation vorinstalliert.

## Spiele
| Titel                         | Erscheinungsjahr auf der PlayStation | Spieleranzahl | Europa / USA | Japan | Anmerkung                                         |
| ----------------------------- | ------------------------------------ | ------------- | ------------ | ----- | ------------------------------------------------- |
| Arc the Lad                   | 1995                                 | 1             | nein         | ja    |                                                   |
| Arc the Lad 2                 | 1996                                 | 1–2           | nein         | ja    |                                                   |
| Armored Core                  | 1997                                 | 1–2           | nein         | ja    |                                                   |
| Battle Arena Toshinden        | 1995                                 | 1–2           | ja           | ja    |                                                   |
| Cool Boarders 2               | 1997                                 | 1             | ja           | nein  |                                                   |
| Destruction Derby             | 1995                                 | 1             | ja           | nein  |                                                   |
| Devil Dice                    | 1998                                 | 1–2           | nein         | ja    | In Japan ursprünglich als Xi veröffentlicht       |
| Final Fantasy VII             | 1997                                 | 1             | ja           | ja    |                                                   |
| G-Darius                      | 1998                                 | 1–2           | nein         | ja    |                                                   |
| Gradius Gaiden                | 1997                                 | 1–2           | nein         | ja    |                                                   |
| Grand Theft Auto              | 1997                                 | 1             | ja           | nein  |                                                   |
| Intelligent Qube              | 1997                                 | 1–2           | ja           | ja    | In Europa ursprünglich als Kurushi veröffentlicht |
| Jumping Flash!                | 1995                                 | 1             | ja           | ja    |                                                   |
| Metal Gear Solid              | 1998                                 | 1             | ja           | ja    |                                                   |
| Mr. Driller                   | 1999                                 | 1             | ja           | ja    |                                                   |
| Oddworld: Abe’s Oddysee       | 1997                                 | 1             | ja           | nein  |                                                   |
| Parasite Eve                  | 1998                                 | 1             | nein         | ja    |                                                   |
| R4: Ridge Racer Type 4        | 1998                                 | 1–2           | ja           | ja    |                                                   |
| Rayman                        | 1995                                 | 1             | ja           | nein  |                                                   |
| Resident Evil: Director’s Cut | 1997                                 | 1             | ja           | ja    |                                                   |
| Revelations: Persona          | 1996                                 | 1             | ja           | ja    |                                                   |
| SaGa Frontier                 | 1997                                 | 1             | nein         | ja    |                                                   |
| Super Puzzle Fighter II Turbo | 1996                                 | 1–2           | ja           | ja    |                                                   |
| Syphon Filter                 | 1999                                 | 1             | ja           | nein  |                                                   |
| Tekken 3                      | 1997                                 | 1–2           | ja           | ja    |                                                   |
| Tom Clancy’s Rainbow Six      | 1999                                 | 1             | ja           | nein  |                                                   |
| Twisted Metal                 | 1995                                 | 1–2           | ja           | nein  |                                                   |
| Wild Arms                     | 1996                                 | 1             | ja           | ja    |                                                   |

## Rezeption
Die PlayStation Classic wurde von der Fachpresse überwiegend negativ aufgenommen. Kritisiert wurde u. a. der relativ hohe Preis verglichen mit Konkurrenzprodukten, die Spieleauswahl sowie die Emulation der Titel, da Sony für die ROMs die langsameren 50-Hertz-PAL-Versionen statt die 60-Hertz-US-Varianten ausgewählt hat.
Wie einige ähnliche Retro-Konsolen wie z. B. das NES Classic Mini oder das SNES Classic Mini lässt sich auch die PlayStation Classic vergleichsweise einfach modifizieren, sodass die Spieleauswahl um weitere Titel auch von anderen Plattformen erweitert werden kann.